# Kettleshulme and Lyme Handley
Kettleshulme and Lyme Handley är en civil parish i distriktet Cheshire East, i grevskapet Cheshire, i England. Civil parish är belägen 8 km från Macclesfield. Det inkluderar Kettleshulme. Civil parishen inrättades den 1 april 2023.